# Josef Altstötter
Josef Altstötter (ur. 4 stycznia 1892 w Bad Griesbach w Dolnej Bawarii, zm. 13 listopada 1979 w Norymberdze) – wysokiej rangi urzędnik niemieckiego Ministerstwa Sprawiedliwości. W następstwie II wojny światowej był sądzony przez Międzynarodowy Trybunał Wojskowy w Norymberdze w procesie prawników, gdzie został oczyszczony z najpoważniejszych zarzutów, lecz uznany winnym tego mniej znaczącego, czyli członkostwa w organizacji przestępczej SS.

## Kariera zawodowa
Po służbie podczas I wojny światowej, w 1920 r. Altstötter skończył studia prawnicze w Monachium i zaczął w 1921 pracę ławnika w Bawarskim Departamencie Sprawiedliwości. W 1927 zaczął pracować w Ministerstwie Sprawiedliwości Rzeszy. W 1933 przeniósł się do Sądu Najwyższego w Lipsku i ostatecznie w 1936 do Sądu Pracy Rzeszy.
Od 1939 do 1942 należał do Wehrmachtu. W 1943 wrócił do Ministerstwa Sprawiedliwości Rzeszy (Wydział IV Prawa Cywilnego i Sprawiedliwości), gdzie w maju 1943 został powołany na urząd Reischministerialdierktora i pozostał na tym stanowisku do końca II wojny światowej. Został odznaczony Złotą Odznaką Partii za służbę NSDAP.
Departament Altstöttera był odpowiedzialny za ustawy norymberskie, który miały za zadanie odizolować Żydów od Niemców czystej krwi i odebrać im prawa cywilne. Jego departament był również odpowiedzialny za niemieckie prawo dziedziczenia, które sprawiało, że majątek Żydów po śmierci nie trafiał do ich dzieci, ale do rządu niemieckiego.

## Członkostwo w organizacjach nazistowskich
Zanim zostało przejęte przez NSDAP, Altstötter należał do Stahlhelm, czyli stowarzyszenia weteranów. Po tym jak ta organizacja została przejęta przez nazistów Altstötter dołączył do SA. W dniu 15 maja 1937 został przeniesiony z SA do SS, gdzie w 1944 otrzymał rangę SS-Oberführera. We wrześniu 1938 wstąpił do NSDAP. Josef Altstötter miał bliski kontakt z wysokiej rangi oficerami SS z czego najważniejsi to Heinrich Himmler, Ernst Kaltenbrunner i Gottlob Berger.

## Po wojnie
W 1947 roku Altstötter był w Norymberdze jednym z oskarżonych sędziów i prawników o zbrodnie wojenne oraz zbrodnie przeciwko ludzkości. Akt oskarżenia zarzucał mu współtworzenie ustaw rasowych oraz branie udziału w akcji Nacht und Nebel, lecz jedyne co można było mu udowodnić to członkostwo SS.
W grudniu 1947 roku został skazany na 5 lat więzienia. po 2½ roku w 1950 został wypuszczony z Więzienia Landsberg. W latach 1950–1966 pracował jako prawnik. W roku 1979 zmarł w wieku 87 lat w Norymberdze.

## Odznaczenia
- Złoty Krzyż Niemiecki – 25 marca 1942
- Odznaka Złota Partii
- Krzyż Żelazny I Klasy z Okuciem Ponownego Nadania
- Krzyż Żelazny I Klasy z Okuciem Ponownego Nadania